# پوست سر
اسکالپ (انگلیسی: Scalp) 
اسکالپ فضای آناتومیکالی است که از جلو به صورت و از اطراف به گردن محدود می‌شود.این پوشش دارای پنج لایه است که حروف لاتین این پنج لایه نام "اسکالپ" را تشکیل می دهند.
موی سر، در بیرونی‌ترین لایه اسکالپ رشد می نماید.

## لایه ها
- پوست
- بافت همبند
- اپی کرانیال
- بافت همبند سست
- پریوستئوم (برون اُست)

## اهمیت پزشکی
به سبب وجود شبکه غنی و متراکم از عروق،جراحات وارده به اسکالپ دارای خونریزی فراوان خواهند بود.
همچنین به دلیل ارتباط اسکالپ با سینوسهای سیاهرگی موجود در فضای داخلی جمجمه از طریق عروق سیاهرگی،احتمال انتقال عفونت از پوست سر به داخل فضای جمجمه وجود دارد.
شوره سر یکی از موارد شایع در ارتباط با پوست سر است که به دلیل ریزش(مردن)بیش از حد سلولهای موجود بر روی اسکالپ رخ می‌دهد.